# Deutsche Kriegsgräberstätte Berjosa
Die Deutsche Kriegsgräberstätte Berjosa liegt in Berjosa in Belarus etwa 100 Kilometer nördlich von Brest. Sie ist ein Sammelfriedhof für die deutschen und für ungarische Soldaten, die im Zweiten Weltkrieg in den Gebieten von Brest, Grodno, Witebsk, Gomel und Minsk gefallen sind.

## Kriegshandlungen
Während des Zweiten Weltkriegs wurden mehr als 2,2 Millionen Weißrussen getötet. Etwa 150.000 deutsche Soldaten fielen und bis zu 40.000 starben in Kriegsgefangenschaft.

## Friedhof
Der Friedhof ist 4 Hektar groß und für 40.000 Kriegstote vorgesehen. Bis zum Ende des Jahres 2018 wurden 20.413 Tote eingebettet. Die Namen der identifizierten Gefallenen sind auf Granitblöcken aufgeführt. Die Gräberflächen wurden mit Symbolkreuzen gekennzeichnet. Vom Eingang führt ein gepflasterter Weg zum zentralen Platz mit Hochkreuz.

## Versöhnung
Der Volksbund arbeitet eng bei Grabsuche und Bergung der Kriegstoten mit einem Spezialbataillon der weißrussischen Armee zusammen. Zeitzeugen vor Ort helfen bei dem Auffinden von Grablagen.